# Вільгельм Еггеманн
Вільгельм Еггеманн (нім. Wilhelm Eggemann; 5 серпня 1908, Брамше — 27 вересня 1959, Бад-Зальцуфлен) — німецький офіцер, оберст вермахту (1 серпня 1944). Кавалер Лицарського хреста Залізного хреста з дубовим листям.

## Біографія
В 1927 році вступив у рейхсвер. З 1939 року — командир роти 94-го піхотного полку 33-ї піхотної дивізії. Учасник Польської і Французької кампаній, а також Німецько-радянської війни. З 20 квітня 1943 року — командир 2-го батальйону свого полку, в листопаді 1943 року очолив весь полк. В травні 1945 року взятий в полон радянськими військами.

## Нагороди
- Медаль «За вислугу років у Вермахті» 4-го і 3-го класу (12 років)
- Залізний хрест
  - 2-го класу (26 вересня 1939)
  - 1-го класу (3 серпня 1940)
- Німецький хрест в золоті (19 січня 1942)
- Сертифікат Пошани Головнокомандувача Сухопутних військ Вермахту (15 липня 1942)
- Медаль «За зимову кампанію на Сході 1941/42»
- Лицарський хрест Залізного хреста з дубовим листям
  - лицарський хрест (20 квітня 1943)
  - дубове листя (№468; 4 травня 1944)
- Нагрудний знак «За поранення» в сріблі